# Jimi Mistry
Jimi Mistry, né le 1er janvier 1973, est un acteur britannique.

## Biographie
Jimi Mistry est né à Scarborough dans le Yorkshire, d'un père indien et d'une mère irlandaise. Il va d'abord à l'école St James' Catholic High à Cheadle Hulme, Stockport de 1985 à 1988 avant que sa famille déménage à Cardiff où il rejoint l'école Radyr Comprehensive School.  Il étudie ensuite à la réputée Birmingham School of Acting'.
Il est d'abord reconnu grâce à son rôle de médecin gay, Fred Fonseca, dans la série anglaise EastEnders. Il interprète aussi un homosexuel dans Touch of Pink, une comédie romantique qui met en scène un musulman canadien, Ismaili, et ses relations désastreuses avec sa mère et son amant.
Dans son premier film, Fish and chips, Jimi Mistry est un métis anglo-pakistanais. Il décroche ensuite un rôle dans un film américain à gros budget en 2002, Le Gourou et les Femmes, dans lequel il interprète Ramu Gupta, un danseur indien qui déménage à New York pour devenir une star. Il joue ensuite dans Amours et Trahisons, entre autres.
En 2010, il interprète Latif, un terroriste pakistanais et antagoniste principal de la deuxième saison de Strike Back.
Mistry est marié depuis 2001. Sa femme Meg et lui ont un enfant. Ils divorcent en 2010.

## Filmographie
- 1999 : Fish and Chips
- 2000 : Born Romantic
- 2001 : The Mystic Masseur (en)
- 2001 : My Kingdom (en)
- 2002 : Le Gourou et les Femmes
- 2004 : Ella au pays enchanté
- 2004 : Un soupçon de rose (Touch of Pink)
- 2004 : Amours et Trahisons (The Truth About Love)
- 2005 : MI-5 (Spooks)
- 2005 : Things to Do Before You're 30
- 2006 : Blood Diamond
- 2007 : Partition
- 2007 : Nearly Famous (en)
- 2008 : RocknRolla
- 2009 : 2012
- 2009 : Exam
- 2010 : Strike Back, saison 2
- 2011 : Black Mirror, saison 1